# Moscs
Els moscs (en llatí moschi, en grec antic Μόσχοι) eren un poble de Còlquida veïns dels tiberens, mosinecs, macrons i mardes (o amardis), que van formar part de la satrapia XIX de l'Imperi Persa, que s'estenia per la banda sud-est del Pont Euxí fins a les muntanyes armènies.
En temps d'Estrabó que els anomena Μοσχική ("moschice"), diu que al seu territori hi havia un temple de Leucòtea, famós per la seva riquesa, que van saquejar Farnaces I i Mitridates. Procopi els anomena Μέσχοι, i diu que eren un poble subjecte als ibers del Caucas, que els havien convertit al cristianisme. Heròdot descriu el seu armament, i diu que portaven elms de fusta, escuts i llances curtes amb les puntes de ferro. Plini el Vell diu que el riu Fasis naixia al seu territori.